# 艾辛格
在托爾金（J. R. R. Tolkien）小說的中土大陸裡，艾辛格（Isengard）是譯自辛達林語安格林諾斯特（Angrenost），是一個大型要塞。兩個名字的意思都是指鐵要塞（Iron fortress） :171，而艾辛格還有一個意思，是指西部警衛（West Guard）。

## 历史

### 第二纪元
艾辛格在第二紀元圍繞歐散克塔（Orthanc）建造，是由努曼諾爾人（Númenóreans）所造:136。艾辛格位於洛汗（Rohan）的西北角，與其南方的愛加拉隆（Aglarond）要塞一起拱衛艾辛河渡口（Fords of Isen），以防敵人入侵卡蘭納宏（Calenardhon）。
艾辛河（Isen）發源自艾辛格後的馬西德拉斯峰（Methedras），這是艾辛格的北面屏障，其他三面有城牆防禦，唯一的缺口是東北方的閘口，讓艾辛河河水流入，以及艾辛格的南閘。
艾辛格是一個青翠和舒適的地方，在艾辛河的滋潤下，有大量樹木和草地，歐散克塔位處中央。

### 第三纪元
第三紀元早期，卡蘭納宏的人口減少，歐散克塔的部隊都調回米那斯提力斯（Minas Tirith），只留下少量人守衛艾辛格，他們被一個世襲的首領所帶領。
剛鐸攝政王西瑞安（Cirion）將卡蘭納宏割給伊歐西歐德（Éothéod），成為洛汗。艾辛格是伊瑞德尼姆拉斯（Ered Nimrais）以北唯一仍保留的剛鐸要塞，即使剛鐸已幾乎遺忘了。艾辛格的守衛與登蘭德人（Dunlendings）通婚，剛鐸攝政王雖然對艾辛格掌有控制權，但已名存實亡。
第三紀元2710年，洛汗國王迪歐（Déor）統治時期，守衛艾辛格的世襲首領中斷，艾辛格始對洛汗人（Rohirrim）懷有敵意。格蘭（Gram）統治時期，登蘭德人以艾辛格為據點，襲擊洛汗。格蘭之子圣盔·锤手（Helm Hammerhand）統治時期，登蘭德人領袖費瑞卡（Freca）及其子沃夫（Wulf）更幾乎毀滅洛汗。洛汗人擊敗了入侵者，並反攻艾辛格，終佔領了艾辛格。
對於艾辛格，剛鐸需要一個持久的解決辦法，剛鐸並不想放棄艾辛格，但缺乏力量統治艾辛格。這時，白袍巫師薩魯曼從東方歸來，並向剛鐸攝政王貝倫（Beren）要求駐守艾辛格。貝倫欣然同意，將歐散克塔交託給薩魯曼。初時，薩魯曼為剛鐸駐守艾辛格，艾辛格遂成為著名的捻苦路納（Nan Curunír）薩魯曼之谷 。第三紀元2953年，薩魯曼結連索倫，並與剛鐸決裂，據地自立，成為艾辛格的領主。

薩魯曼的白掌印象徵。

魔戒聖戰（War of the Ring）時期，艾辛格被薩魯曼用以對抗洛汗人，他敗壞了艾辛格，砍伐樹木（在電影版中更築壩於艾辛河上）。艾辛格的溪谷被深坑破壞，以繁殖強獸人（Uruk-hai）及鍛造武器。艾辛格成為無數半獸人的棲身之所，薩魯曼派出大軍嘗試征服洛汗，但由樹鬍（Treebeard）率領的樹人（Ents）伺機突襲艾辛格，包圍歐散克塔，並且釋放了艾辛河的大水，沖走了薩魯曼製造的穢物。
哈比人梅里雅達克·烈酒鹿（Meriadoc Brandybuck）及皮瑞格林·圖克（Peregrin Took）在艾辛格迎接洛汗國王希優頓（Théoden）、亞拉岡（Aragorn）及甘道夫，但薩魯曼依然拒絕投降，樹胡則負責監視薩曼和葛力馬（Gríma）。索倫敗亡後，薩魯曼逃離艾辛格，以樹鬍討厭囚禁任何活物的性格成功說服樹鬍讓他離開，拋棄了歐散克塔之鑰。

### 第四纪元
第四紀元 ，艾辛格得到恢復，整個峽谷都劃給樹人，樹人拆除了城牆，將該處的森林命名為歐散克樹庭院（Treegarth of Orthanc）。艾辛格遂成為伊力薩王重聯王國的塔堡。一些托爾金文獻指出早在第四紀元初，艾辛格成為重要的貿易商業城鎮，有許多精靈從幽暗密林（Mirkwood）遷移至此，住在法貢森林的邊綠。但是，在第四紀元第二世紀中期，最後一位艾辛格的精靈也離開了中土大陸。

## 創作
托爾金在撰寫《魔戒》時繪製了多幅艾辛格和歐散克的草圖，這些圖後來被收錄在《J·R·R·托爾金：藝術家與插畫家》一書中出版。